# 山中瑶子
山中 瑶子（やまなか ようこ、1997年3月1日 - ）は、日本の映画監督。長野県長野市出身。

## 概要
日本大学芸術学部映画学科監督コースを中退。19歳から20歳にかけて制作した初監督作品『あみこ』がPFFアワード2017で観客賞を受賞。ベルリン国際映画祭、香港国際映画祭、全州映画祭（韓国）、ファンタジア国際映画祭（カナダ）、ジャパン・カッツ（米・ニューヨーク）など海外映画祭に多数参加し、2018年9月1日にポレポレ東中野で劇場公開された。2024年に『ナミビアの砂漠』が第77回カンヌ国際映画祭の国際映画批評家連盟賞を受賞した。

## 来歴
長野県長野市生まれ。厳しい家庭だったため、映画や漫画などの文化に触れられない幼少期を過ごす。高校2年時に、美術の先生に『ホーリー・マウンテン』（1973年/アレハンドロ・ホドロフスキー監督）や『ZOO』（1985年/ピーター・グリーナウェイ監督）を薦められ影響を受ける。2015年、日大芸術学部映画学科監督コースに入学。在学時の実習作品においてジャンプ・カットを用いたところ、講師にまだ教えていないことを理由に止められた。家賃の都合上、遠いところから学校に通っていたため朝が辛くなり一年時の夏には大学に行かなくなる。入学から1年間何もせず過ごし、急に深夜に思い立って10キロ歩くなどをした。大学中退後に『あみこ』を自主製作。SNSでキャストやスタッフを募集して完成させた。自主映画のコンペティションであるPFFアワード2017で観客賞を受賞し、翌年の2018年には第68回ベルリン国際映画祭のフォーラム部門で上映され、同映画祭の長編映画で史上最年少の正式出品作品となる。北米最大の日本映画祭・ジャパン・カッツでは、客席で偶然観ていた音楽家の坂本龍一が同作を絶賛した。
2024年に『ナミビアの砂漠』が第77回カンヌ国際映画祭の監督週間に出品され、女性監督として史上最年少で国際映画批評家連盟賞を受賞した。

## 人物
- 影響を受けた映画監督はピーター・グリーナウェイ、エドワード・ヤン、ロウ・イエ、若松孝二、テリー・ツワイゴフ、ハル・ハートリーなど[6][11]。
- 好きな作家に金原ひとみの名前を挙げている。また、自身が監督した『ナミビアの砂漠』は金原の小説から強い影響を受けていると公言しており、『文學界』2024年12月号では金原と山中の対談が企画・掲載された[12]。
- 選択的夫婦別姓や同性婚について、いまだに認められないなんてなにかおかしいと思うと話している[13]。

## 作品

### 映像作品

#### 映画
- あみこ（2017年、66分）
- 回転てん子とどりーむ母ちゃん（2018年）※オムニバス映画「21世紀の女の子」の1編
- 春をかさねて(2019年、45分)　※6人の助監督のうちの一人として参加
- 魚座どうし（2020年、30分、NDJC若手映画作家育成プロジェクト2019（映像産業振興機構））
- ナミビアの砂漠（2024年、137分）[14][5]
- 恋人になれたら （2025年、脚本：今泉かおり、今泉力哉）※バラエティ番組「セフレと恋人の境界線」内の短編映画の1編

#### テレビドラマ
- おやすみ、また向こう岸で（2019年9月20日）
- 今夜すきやきだよ（2023年1月7日 - 3月25日、テレビ東京）4話、5話、6話、9話、10話を監督。

#### ミュージックビデオ
- Passing　(2025年4月、柴田聡子)

### 文章作品

#### 対談
- 金原ひとみ×山中瑶子「『わからない』と対峙し続ける」 - 『文學界』2024年12月号
- 九段理江→山中瑶子「“今”を切り取る、違いと同じ」 - 『GINZA』2024年12月号

#### エッセイ
- 「甘えんな」 - 『新潮』2021年10月号
- 「大好きな大人」 - 『ユリイカ』2023年12月号坂本龍一特集号
- 「日々プチ混乱」 - 『新潮』2024年6月号
- 「ナイスフュージョン」 - 『群像』2025年2月号
- 「天国よりも野蛮な場所で」 - 『ユリイカ』2025年4月号デヴィッド・リンチ特集号
- 「庭を耕す」  - 『群像』において連載中
  - 「しみじみしない」 - 『群像』2025年6月号
  - 「中南海48」 - 『群像』2025年7月号
  - 「ペロのこと」 - 『群像』2025年8月号
- 「yum yum 味の想い出」  - 『RiCE』において連載中
  - 「パンパンガの人は甘いものがお好き？」 - 『RiCE』2025年9月号

## 受賞

### 2017年
- 第39回ぴあフィルムフェスティバル PFFアワード2017 観客賞

### 2024年
- 第77回カンヌ国際映画祭（『ナミビアの砂漠』）
  - 監督週間
  - 国際映画批評家連盟賞[5]
- 第16回TAMA映画賞 最優秀新進監督賞（『ナミビアの砂漠』）[15]
- 2024年度新藤兼人賞 金賞（『ナミビアの砂漠』）[16]
- ELLE CINEMA AWARDS 2024 エル ベストディレクター賞[17]
- 映キャン!2024 最優秀監督賞（『ナミビアの砂漠』）

### 2025年
- 第66回毎日芸術賞ユニクロ賞（『ナミビアの砂漠』）[18]
- おおさかシネマフェスティバル2025 新人監督賞（『ナミビアの砂漠』）[19]
- 第6回大島渚賞（『ナミビアの砂漠』）[20]
- 第34回日本映画批評家大賞 新人監督賞（『ナミビアの砂漠』）[21]
- 第34回日本映画プロフェッショナル大賞 新人監督賞（『ナミビアの砂漠』） [22]

## 関連記事
1. 『あみこ』で大注目！山中瑶子監督の素顔2019年2月20日閲覧
2. 初監督作品『あみこ』公開。「高校生、いっぱい来てください」2019年2月20日閲覧
3. 19歳の初監督作『あみこ』を提げベルリンから世界へ。山中瑶子監督の確信とは　～前編～【Director’s Interview Vol.10.1】2019年2月20日閲覧